# Comuna Orțișoara, Timiș
Orțișoara este o comună în județul Timiș, Banat, România, formată din satele Călacea, Cornești, Orțișoara (reședința) și Seceani. Este centrul administrativ al comunei cu același nume. Este o comună de rangul II.

## Localizare
- Situată în partea de vest a României, în câmpia Vinga;
- Situată în partea de nord a județului Timiș, la 28 km de Arad și 24 km de Timișoara. Este străbătută de DN69.
- Atestată documentar în 1647. În perioada 1783 – 1785 a fost colonizată cu familii de sași.
- Populația este de 4084, din care: 3672 români, 203 maghiari, 89 germani, 20 rromi, 15 bulgari si 7 sârbi.
Localități aparținătoare Comunei Orțișoara: Comuna Orțișoara se întinde pe o suprafață de 12960 ha, din care 12907 ha reprezintă terenul agricol. În componența acestui teritoriu administrativ se regăsesc localitățile: Orțișoara, Călacea, Cornești și Seceani.
La distanță de 4 km de Orțișoara se află satul Calacea, atestat încă din 1356. Satul Cornești, atestat în1230, se află la 6 km distantă față de comună, iar la 10 km distanță se află satul Seceani, atestat în 1337.
Orțișoara, este situată în partea de nord a județului Timiș, pe DN69, la jumătatea distanței dintre municipiile Timișoara (24 km) și Arad (22 km). Limitele comunei coincid cu limita cu județul Arad. Orțișoara este foarte bine legată și de calea ferată, cu stație CFR proprie la linia Timișoara-Arad. Se învecinează la nord cu localitatea Vinga, la est cu Seceani, la sud cu Cornești și la vest cu Călacea.
Comuna Orțișoara este situată în partea de vest a României, în câmpia Vingăi, pe coordonatele geografice 45-48 grade latitudine nordică și 21-31 grade longitudine estică.
Teritoriul administrativ al comunei este mărginit la sud de teritoriul administrativ al comunei Sânandrei, la vest de hotarele satului Carani, la sud de teritoriul administrativ Vinga și la est de hotarele satelor Fibiș și Murani. Suprafața teritoriului administrativ al comunei este de 14.232 hectare. Forma terenului este foarte frământată și tentaculară, având o prelungire la sud spre Sânandrei cuprinsă între șoseaua europeană și satul Murani. Altă prelungire este formată din hotarul satului Călacea, care ajunge la hotarul satului Hodoni. O alta se prelungește pe lângă marginea intravilanului satului Mănăștur, iar hotarul satului Seceani este aproape gâtuit de intravilanul hotarului Murani și al comunei Vinga, care delimitează județul Timiș de județul Arad.

### Scurt istoric

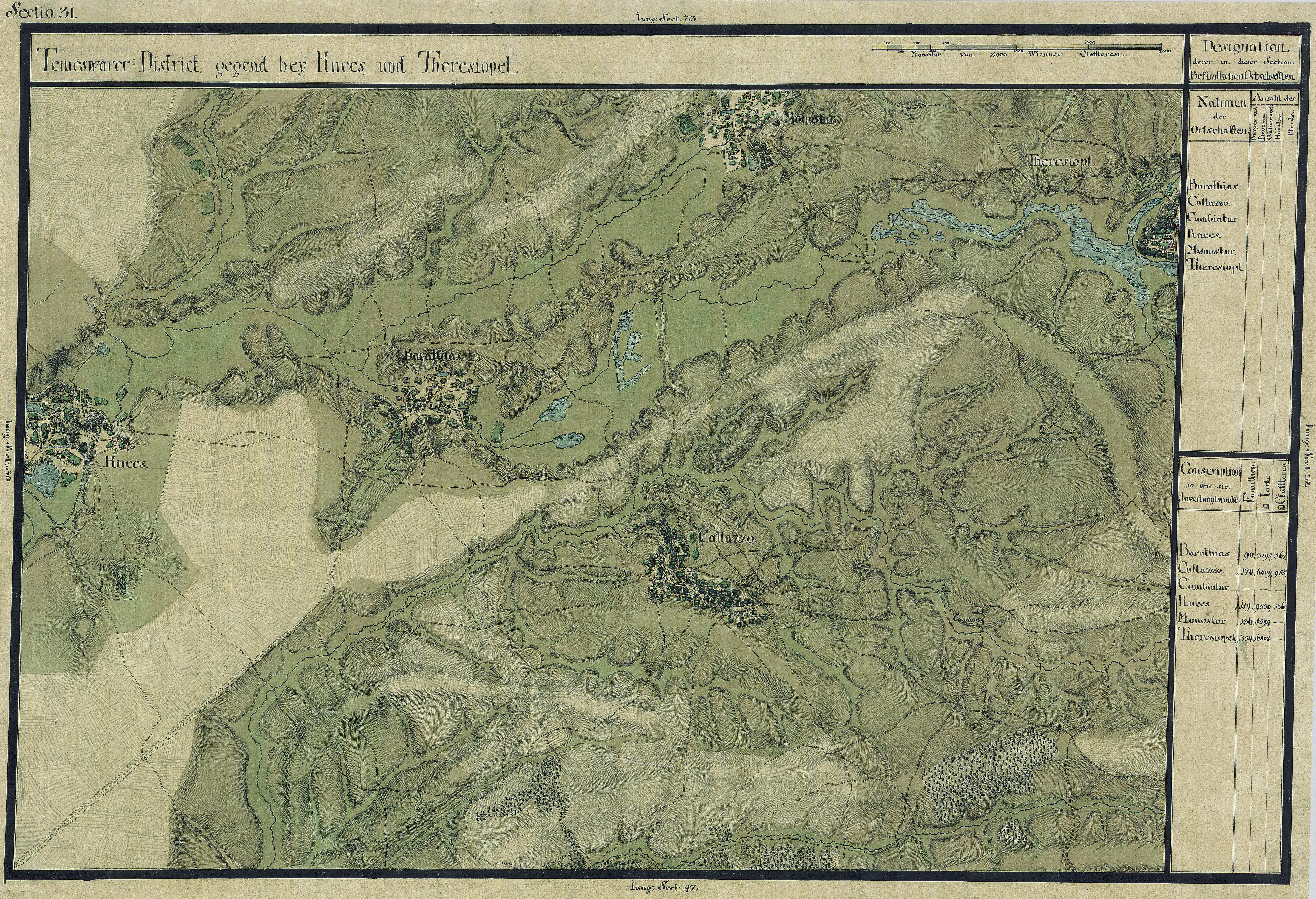
Orțișoara în Harta Iosefină a Banatului, 1769-72

În anii 1784 și 1785 se găsesc în acte diverse denumiri pentru această localitate. Abia în a doua jumătate a anului 1785 apare denumirea „Orczydorf“. Cel care a dat numele a fost baronul Ladislau Orczy, cel care în momentul colonizării era președintele administrației camerale din Timișoara.
Localitatea a păstrat numele de „Orczydorf“ (în limba maghiară „Orczyfalva“) până la Primul Război Mondial. După instalarea administrației românești Orczydorf a primit pentru câțiva ani numele oficial „Cocota” (a se compara cu sârbescul kokot = cocoș]. La 5 aprilie 1928 sfatul comunal a solicitat revenirea la denumirea Orczidorf, cu solicitare aprobată în sensul că în anul 1929 localității i-a fost atribuită denumirea Orțișoara.

#### Lăcașuri de cult
- Biserica Ortodoxa din Ortisoara
- Biserica Catolica din Ortisoara
- Biserica Baptista din Ortisoara;
- Biserica Penticostala din Ortisoara
- Biserica Ortodoxa din Cornesti
- Biserica Ortodoxa din Seceani
- Biserica Penticostala din Seceani
- Biserica Baptista din Seceani
- Biserica Ortodoxa din Calacea
- Biserica Catolica din Calacea
- Biserica Penticostala din Calacea

##### Educație
În anul 1950 a luat ființă Școala Profesională de Tractoriști. A funcționat până în 1958 când s-a transformat în Școala de Mecanici Agricoli. În 1976 se transformă în Liceu Agroindustrial, iar din 1992 unitatea funcționează sub denumirea de Grup Școlar Agricol.
Școala cu clasele I – VIII a luat ființă în anul 1875.
Din 15 martie 2000 cele două unități s-au comasat, denumindu-se Grup Școlar Agricol Orțișoara. Aceasta este unitatea coordonatoare pentru unitățile de învățământ din satele aparținătoare comunei:
-Cornești (Gradinita PN Cornesti si Scoala cu clasele I-IV Cornesti);
-Calacea (Gradinita PN Calacea si Scoala cu clasele I-IV Calacea);
-Seceani (Gradinita PN Seceani si Scoala cu clasele I-IV Seceani).

### Dotare
Grupul Școlar Agricol Orțișoara funcționează în clădiri nou renovate, dotate cu:
- săli de clasă spațioase și modernizate;
- cabinete (matematică, geografie, istorie) și laboratoare (biologie, fizică – chimie) dotate cu materiale didactice noi;
- cabinet de informatică;
- încălzire centrală;
- ferestre și uși termopan.

## Economie
Orțișoara este unul din cele mai mari sate din județul Timiș, cu rol polarizator, de servire și influențare a satelor din jur, cu funcții agro-industriale și o clară evoluție urbană. Pe teritoriul comunei există exploatări de petrol și gaze naturale.

## Politică
Comuna Orțișoara este administrată de un primar și un consiliu local compus din 13 consilieri. Primarul, Lucian Ivănescu[*], de la Partidul Național Liberal, este în funcție din 1 noiembrie 2024. Începând cu alegerile locale din 2024, consiliul local are următoarea componență pe partide politice:
|  | Partid                          | Consilieri | Componența Consiliului | Componența Consiliului | Componența Consiliului | Componența Consiliului | Componența Consiliului |
|  | ------------------------------- | ---------- | ---------------------- | ---------------------- | ---------------------- | ---------------------- | ---------------------- |
|  | Partidul Național Liberal       | 5          |                        |                        |                        |                        |                        |
|  | Partidul Social Democrat        | 4          |                        |                        |                        |                        |                        |
|  | Partidul Puterii Umaniste       | 2          |                        |                        |                        |                        |                        |
|  | Alianța pentru Unirea Românilor | 1          |                        |                        |                        |                        |                        |
|  | Uniunea Salvați România         | 1          |                        |                        |                        |                        |                        |

## Obiective turistice
- Băile Călacea
- Vulcanii noroioși de la Seceani

## Date informative
Monografia comunei a fost făcută cu inițiativa fostului primar Pușcaș Viorel-Ilie, monografie în care se regăsește istoria comunei.
Monografia a fost lăsată de către domnul Pușcaș la primăria comunei, ca să se poată accesa de orice cetățean.
Comuna Orțișoara
Amplasare
Județ Timiș
Atestare 1467 ("Kukoth")
Primar Gheorghe Aleodor Sobolu, PSD, din 2004
Suprafață 145,63 km²
Populație (2005) 3.931
Densitate 28,05 loc./km²
Amplasare 45°57′57″N, 21°12′05″E
Sate Călacea, Cornești, Orțișoara,
Seceani
Cod poștal 307305
Sit web ro Primăria Orțișoara
Călacea
Amplasare 45°57′09″N, 21°08′48″E
Județ Timiș
Comună Orțișoara
Timiș
Atestare 1356
Populație
Cod poștal 307306
Seceani
Amplasare 45°58′37″N, 21°19′09″E
Județ Timiș
Comună Orțișoara
Timiș
Atestare 1337
Populație
Cod poștal 307308

## Demografie
Componența etnică a comunei Orțișoara
     Români (84,75%)
     Maghiari (1,24%)
     Alte etnii (1,02%)
     Necunoscută (12,99%)
Componența confesională a comunei Orțișoara
     Ortodocși (67,5%)
     Penticostali (11,72%)
     Romano-catolici (3,51%)
     Baptiști (1,24%)
     Alte religii (2,22%)
     Necunoscută (13,82%)
Conform recensământului efectuat în 2021, populația comunei Orțișoara se ridică la 4.104 locuitori, în scădere față de recensământul anterior din 2011, când fuseseră înregistrați 4.190 de locuitori. Majoritatea locuitorilor sunt români (84,75%), cu o minoritate de maghiari (1,24%), iar pentru 12,99% nu se cunoaște apartenența etnică. Din punct de vedere confesional, majoritatea locuitorilor sunt ortodocși (67,5%), cu minorități de penticostali (11,72%), romano-catolici (3,51%) și baptiști (1,24%), iar pentru 13,82% nu se cunoaște apartenența confesională.